# كنائس السلام
كنائس السلام (بالبولندية: Kościoły Pokoju)‏، (بالألمانية: Friedenskirchen)‏ في یاوور (الألمانية: Jauer) و Świdnica (الألمانية: Schweidnitz) في سيليزيا تم تسميتها بعد سلام ويستفاليا عام 1648.
سمحت للوثريين في سيليزيا ببناء ثلاث كنائس من الخشب والطمي والقش خارج أسوار المدينة دون أبراج وأجراس الكنيسة. كان وقت البناء محددًا لمدة عام واحد. كنيسة السلام الثالثة التي أقيمت في جلوجا (ثم الألمانية Glogau ) وأحرقت في 1758.
منذ عام 2001 يتم سرد اثنين من الكنائس المتبقية كما اليونسكو مواقع التراث العالمي.

## التاريخ
على الرغم من القيود المادية والسياسية أصبحت ثلاث من الكنائس أكبر المباني الدينية ذات الإطارات الخشبية في أوروبا بسبب الحلول الإنشائية والمعمارية الرائدة.
الكنيسة في ياوور المخصصة للروح القدس هي 43.5 متر (143 قدم) طويلة 14 متر (46 قدم) واسعة و15.7 متر (52 قدم) عالية ولديها قدرة 5،500. تم بناؤه من قبل المهندس المعماري ألبريشت فون سايبيش (1610-1688) من فروكلاف (ثم الألماني بريسلاو) وتم الانتهاء منه بعد عام في عام 1655. رسم 200 لوحة في الداخل جورج فليغل في 1671-1681. يعود المذبح الذي كتبه مارتن شنايدر إلى عام 1672 وهو الجهاز الأصلي لـ هوفريجتر من لجنيكا (ثم الألماني Liegnitz) عام 1664 تم استبداله في 1855-1856 بواسطة أدولف ألكسندر لوميرت.
بحلول ذلك الوقت كانت المدينة جزءًا من غالبية مملكة بروسيا البروتستانتية لمدة قرن تقريبًا. بعد 100 عام أخرى في عام 1945 أصبحت المدينة جزءًا من بولندا نتيجة لاتفاق بوتسدام. على الرغم من أن معظم الكنائس البروتستانتية في المقاطعات الألمانية التي استولت عليها بولندا في عام 1945 أصبحت كاثوليكية لا تزال كنيستان السلام تخدم أبرشياتهما اللوثرية.
الكنيسة المماثلة التي أقيمت في جلوجا (ثم الألمانية Glogau) أحرقت في 1758 ولكن الكنيسة في شویدنجتسا المخصصة للثالوث المقدس نجت مثل تلك الموجودة في ياوور. تم استعادة كلاهما من خلال التعاون البولندي الألماني واعترفت به اليونسكو في عام 2001.

كنائس السلام الثلاث (حوالي 1750)
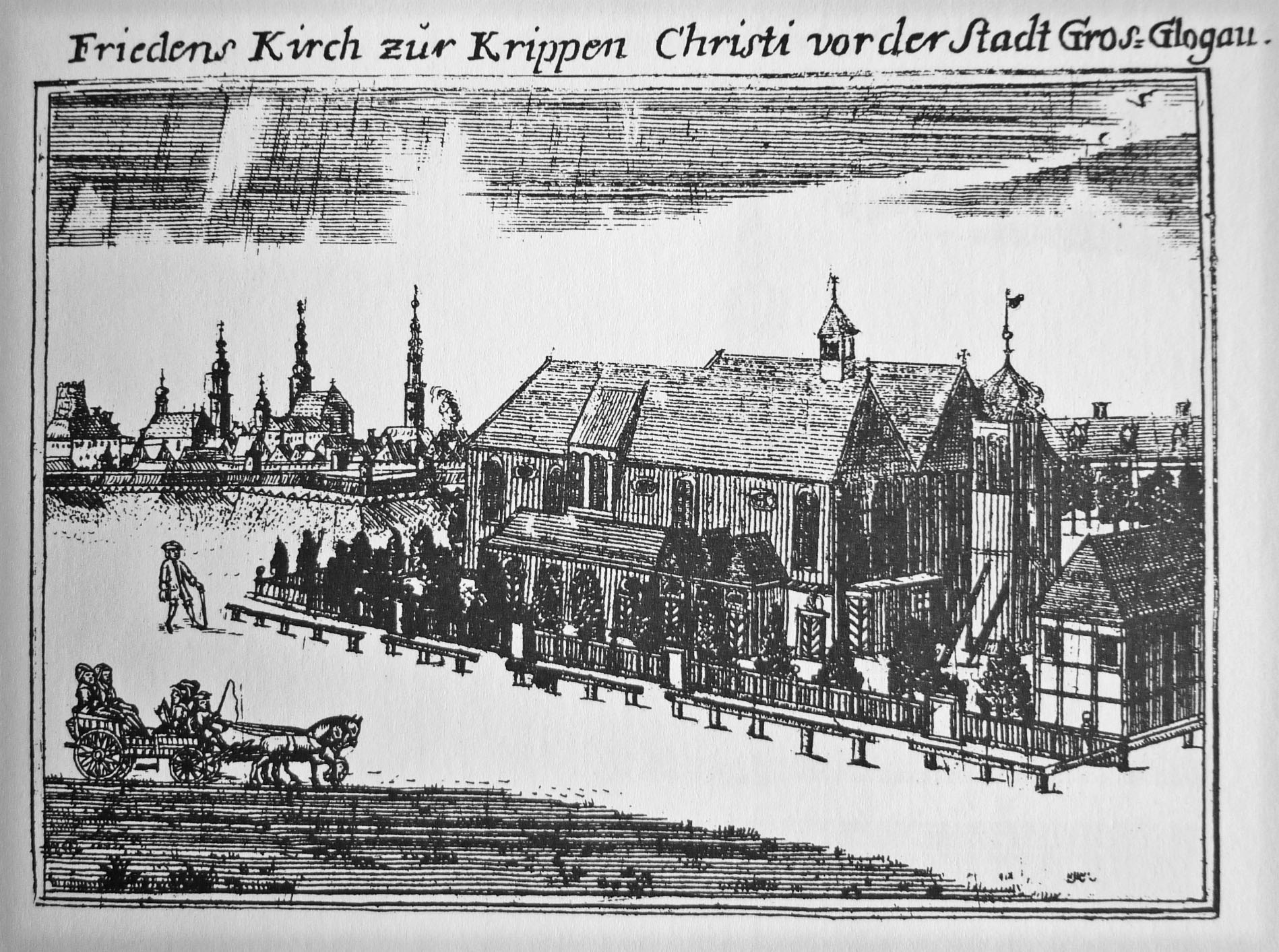
جلوجاو (Głogów)
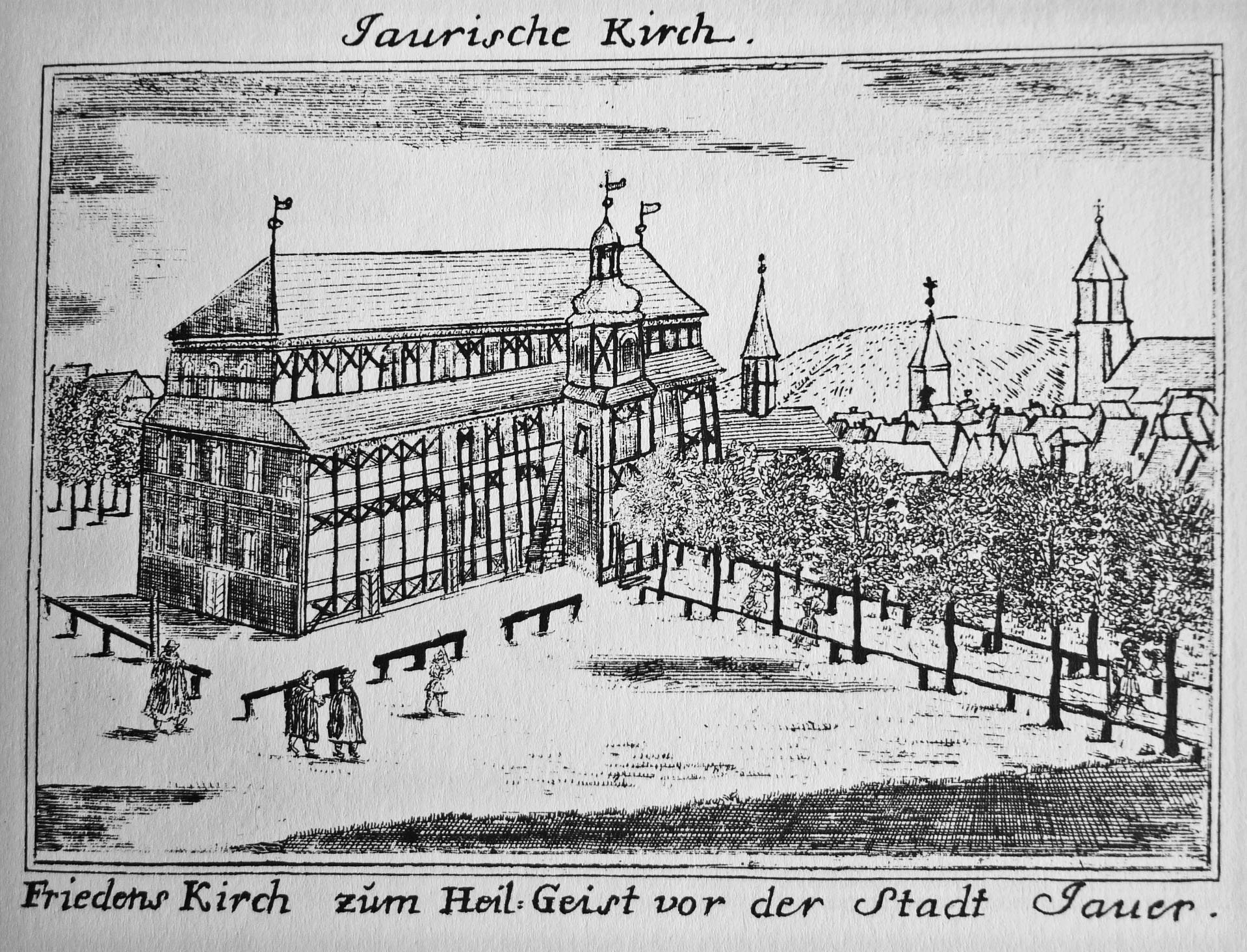
ياوور (Jawor)
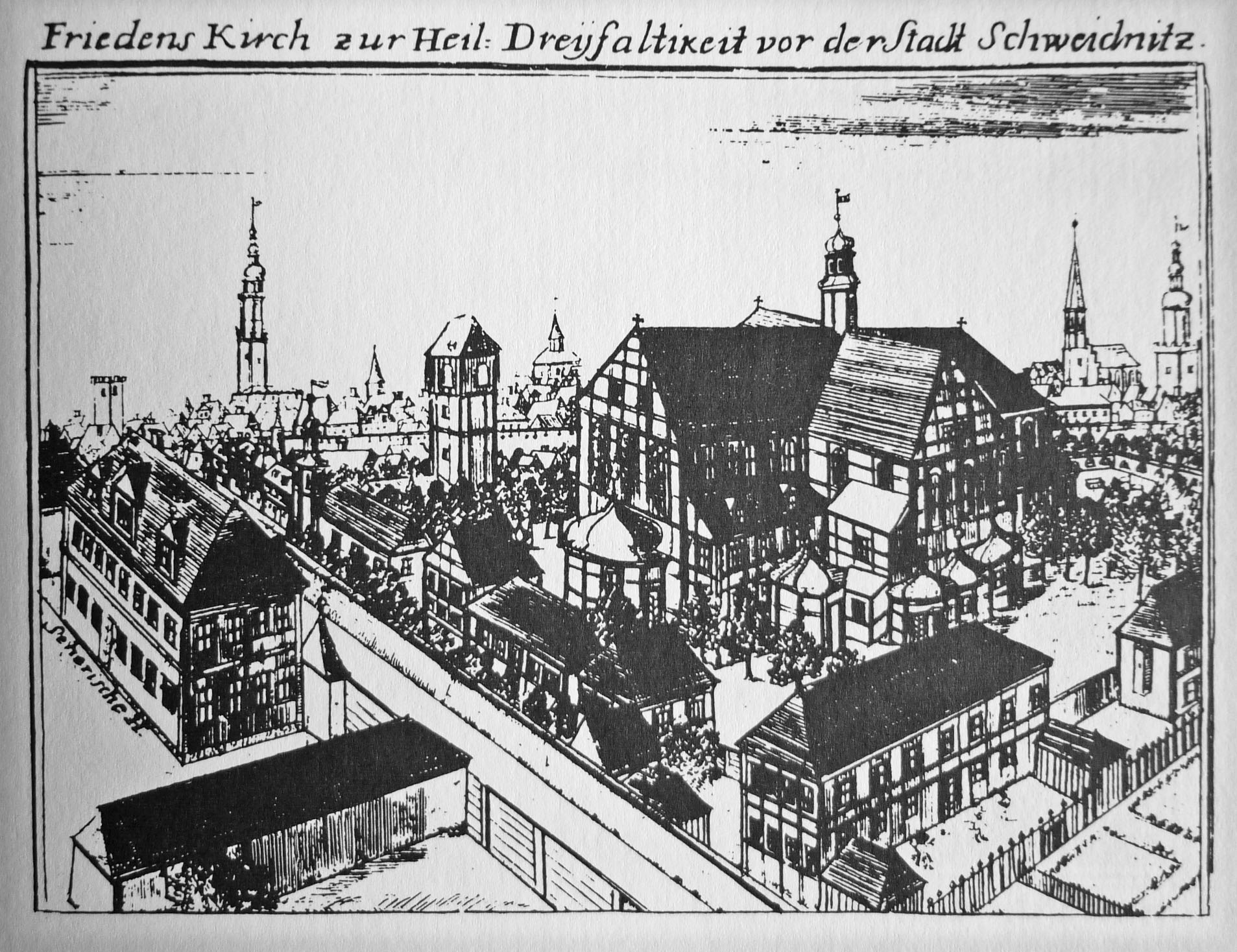
شفايدنيتز (Świdnica)

## معرض الصور

### سویدنیکا

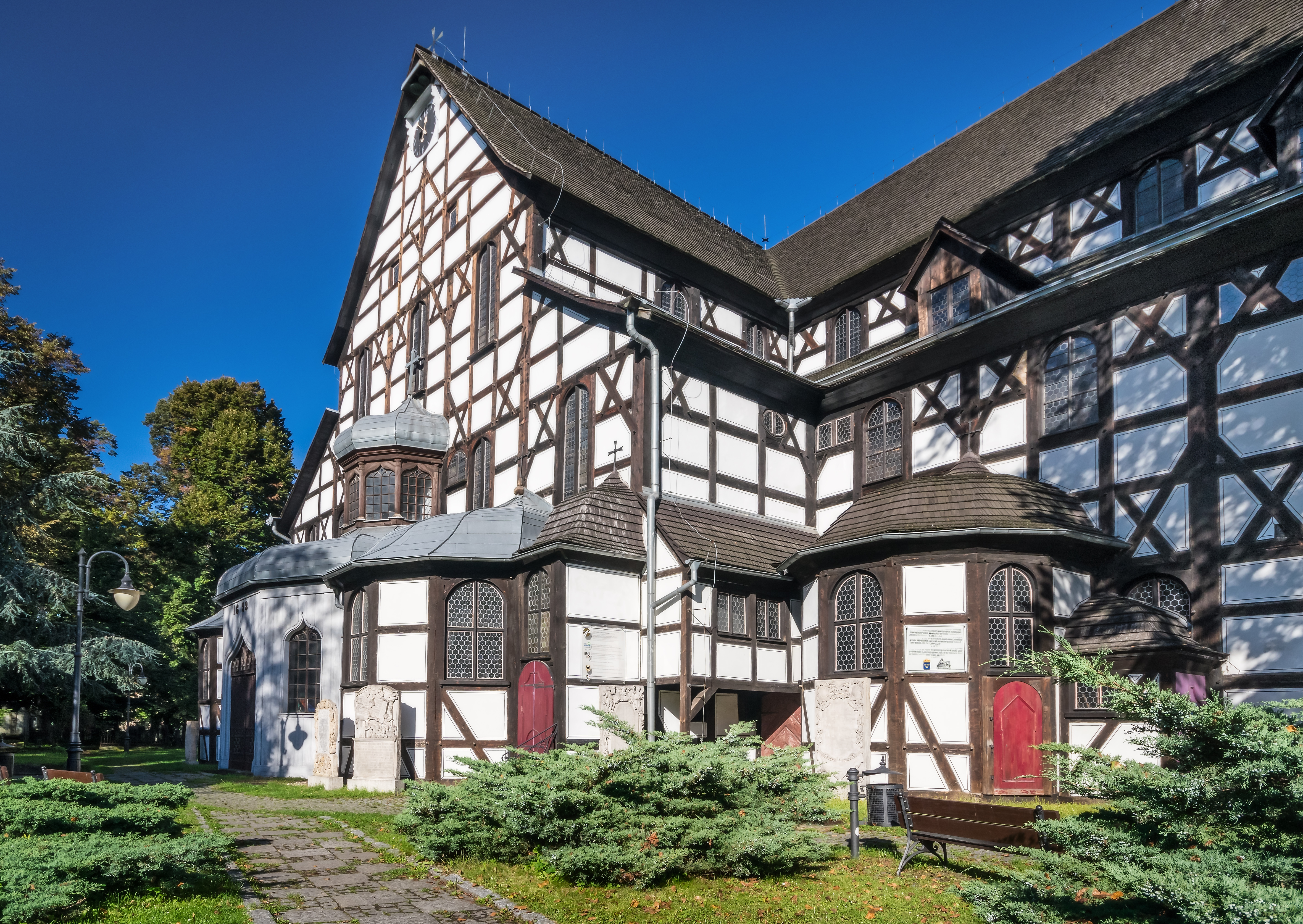
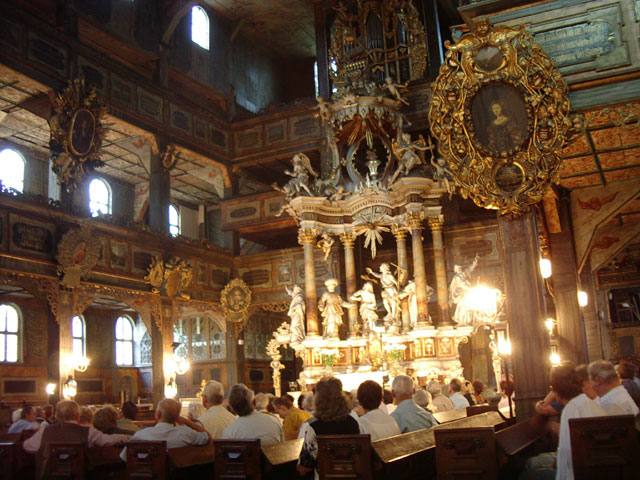
المذبح الرئيسي
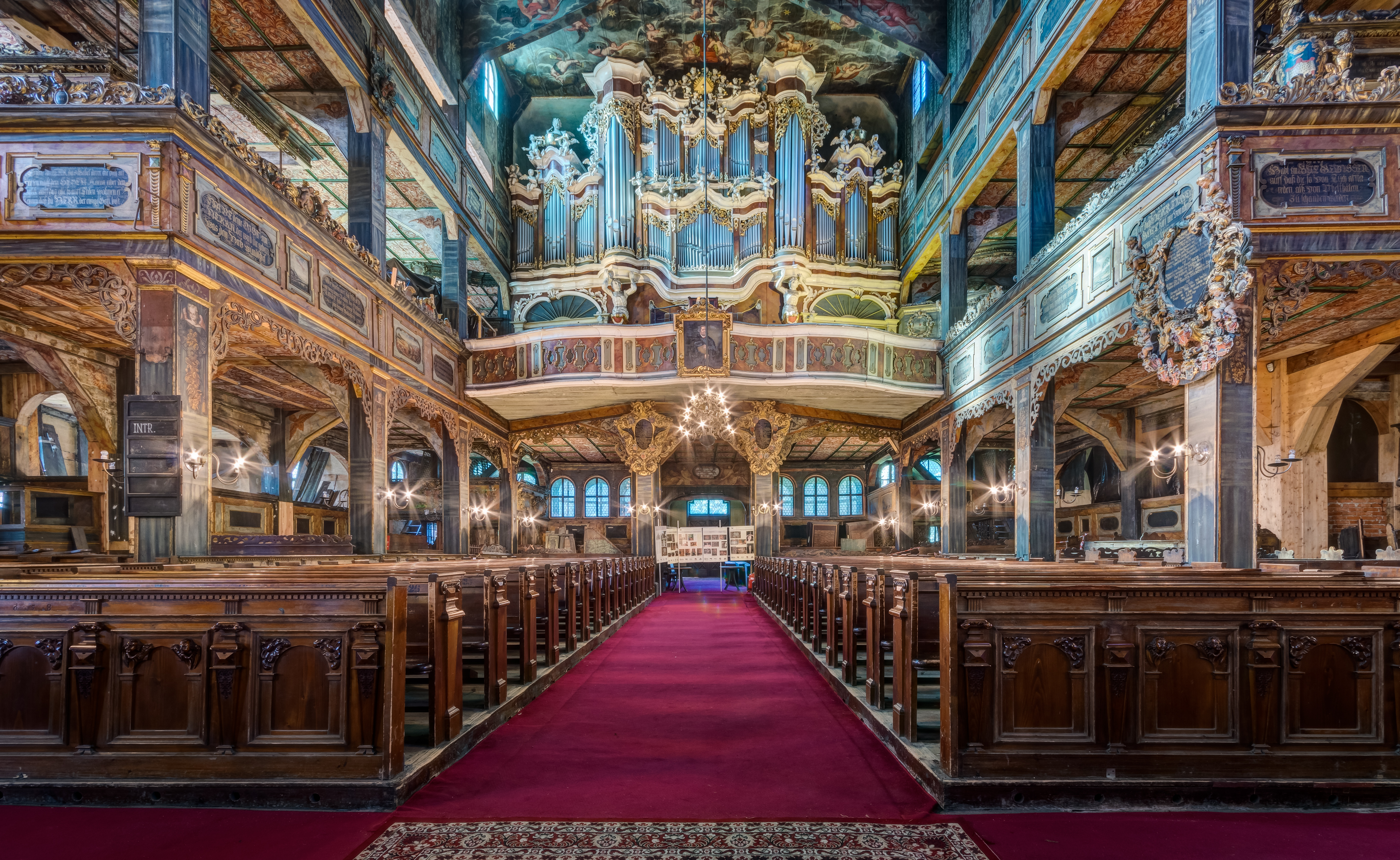
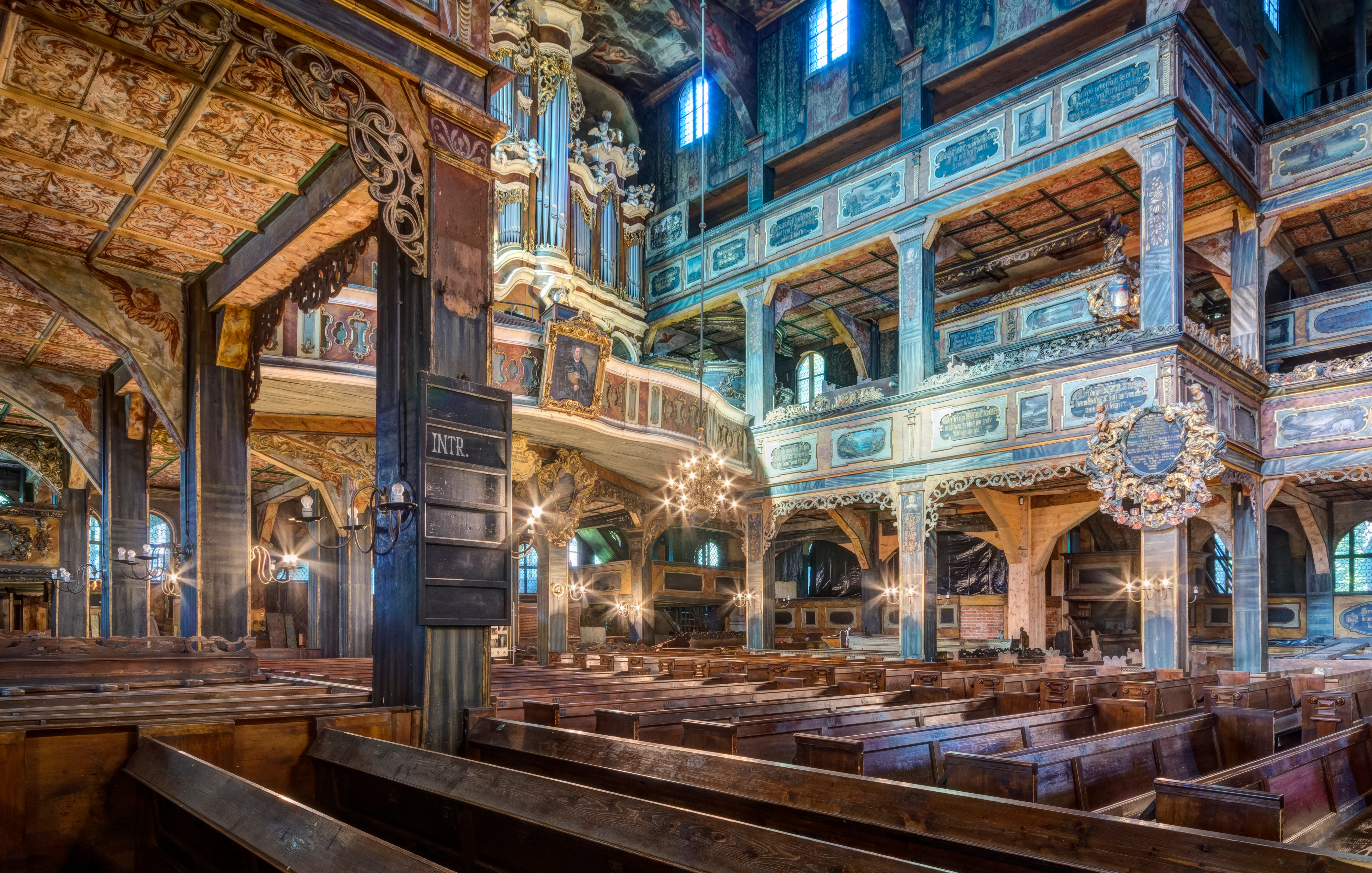

### ياوور

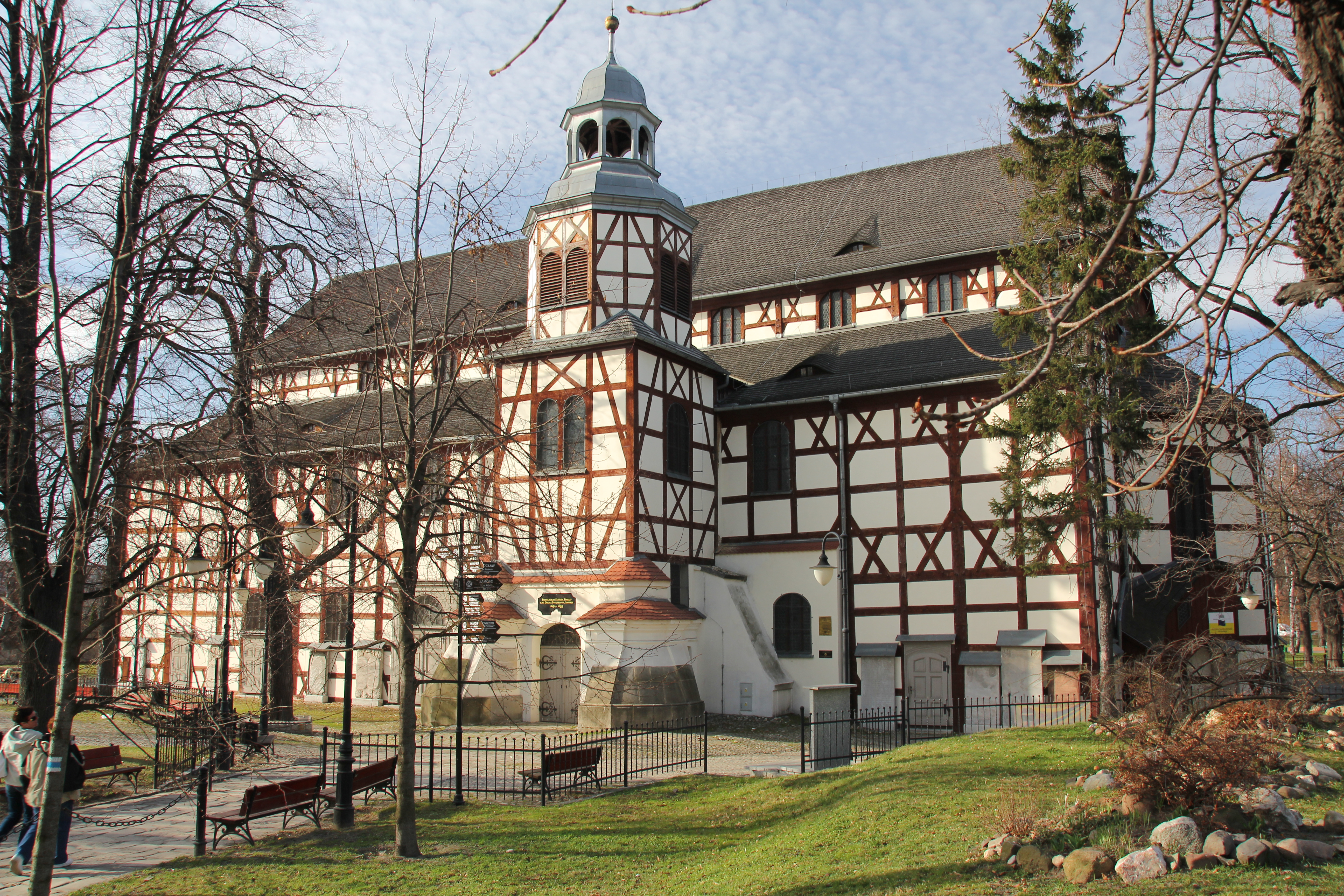
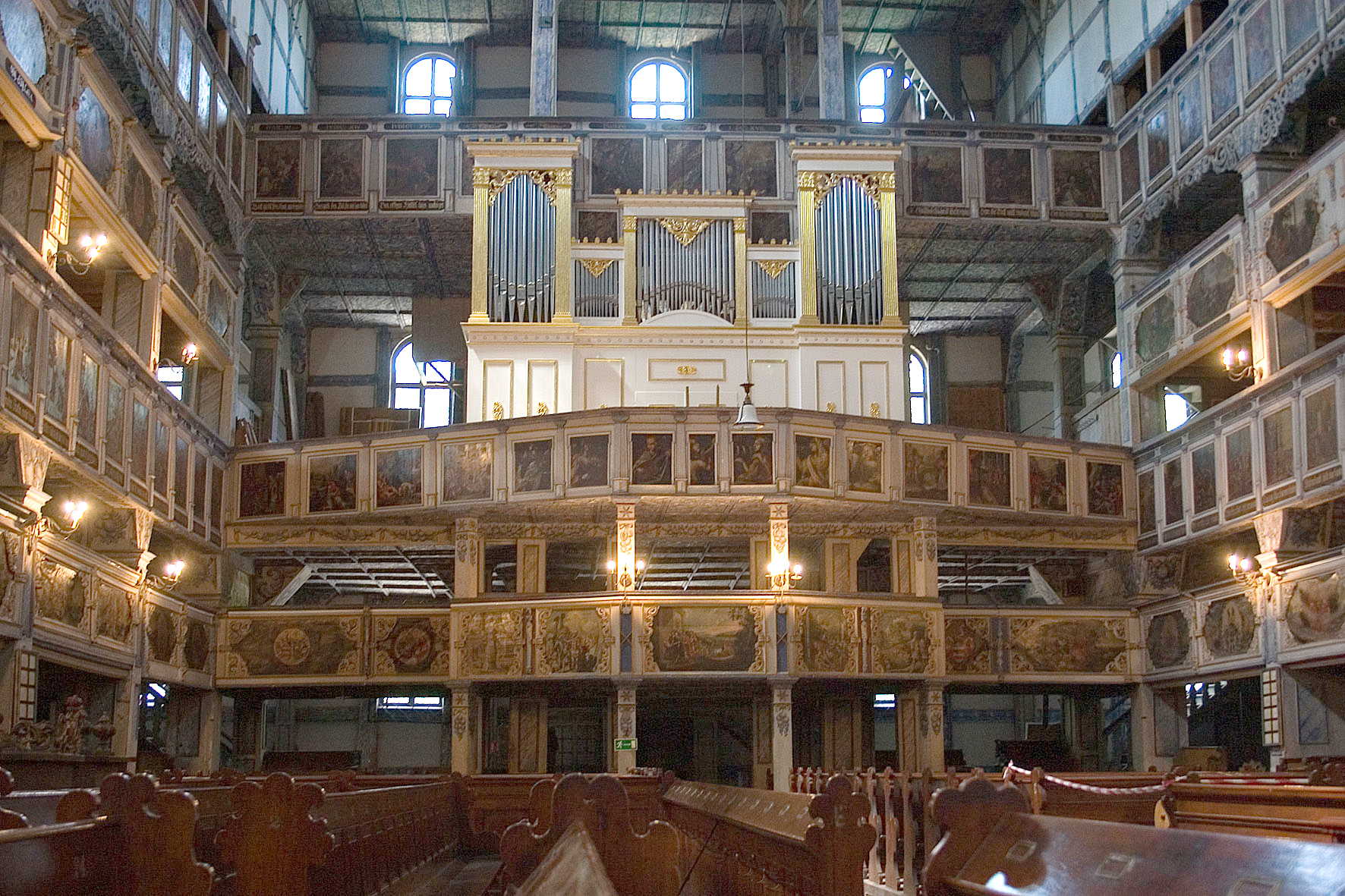
صالة
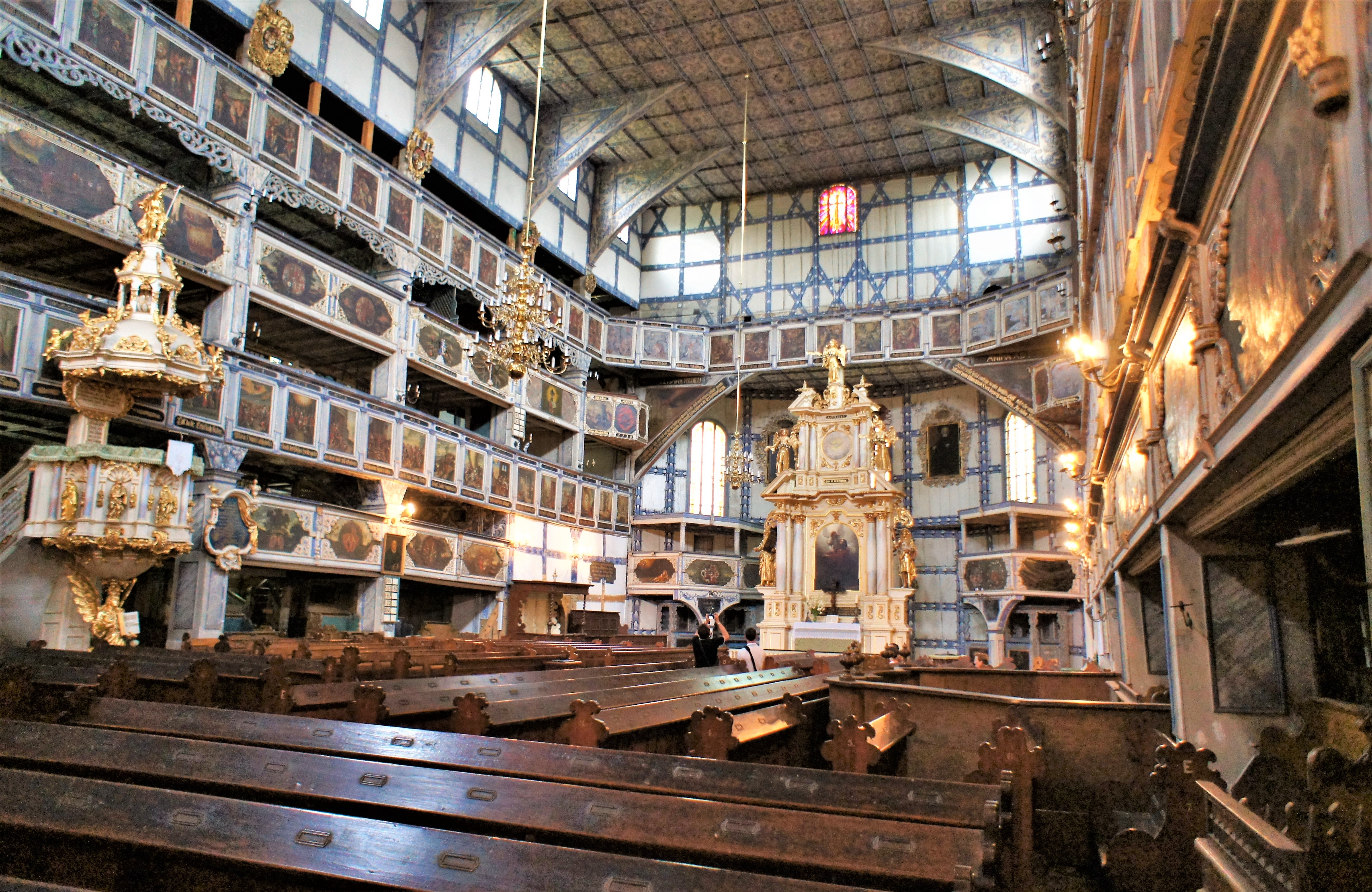
المذبح الرئيسي
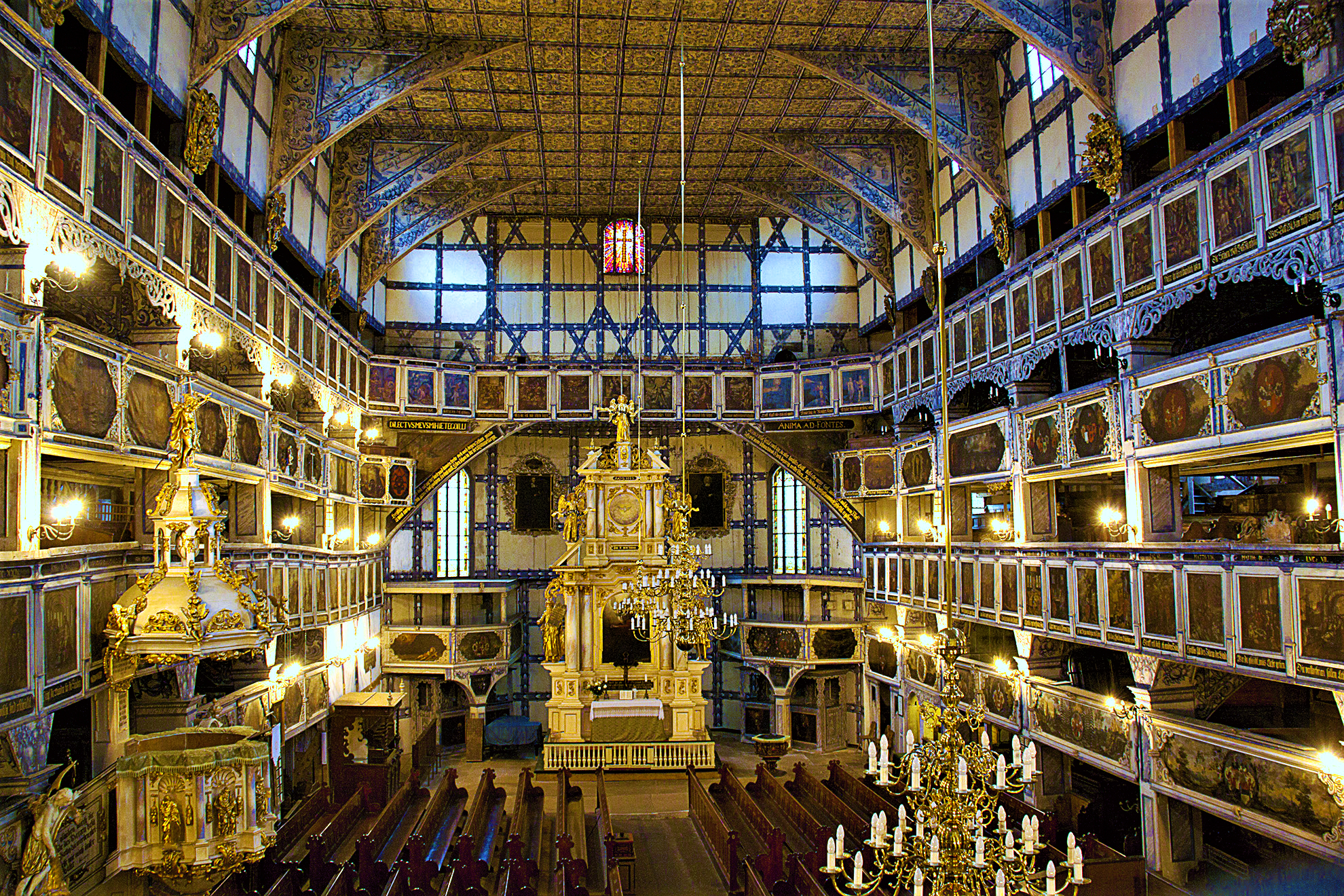

## فهرس
- يموت وورثمان، لودفيغ، فوهرر دورش Friedenskirche zu Schweidnitz. بريسلاو 1929.
- كالينوفسكي، كونستنتي، باروك في شليسين. ميونيخ 1990. (ردمك 3-422-06047-2).
- Gruk، Wojciech، كنائس السلام سيليزيا والكنائس المفصلية الملكية المجرية. العلاقات القانونية والمعمارية الممكنة. في: Protestantischer Kirchenbau der Frühen Neuzeit في أوروبا. Grundlagen und neue Forschungskonzepte. - عمارة الكنيسة البروتستانتية في أوروبا الحديثة المبكرة. الأساسيات ومناهج البحث الجديدة. ريجنسبورج 2015، ص.   333-343. (ردمك 978-3-7954-2942-3) رقم ISBN   978-3-7954-2942-3.

## وصلات خارجية
- كنيسة السلام في جاور - معرض صور
- كنيسة السلام في Świdnica باللغة البولندية